# حكيم مدان
 حكيم مدان  (1966 الجزائر) هو لاعب كرة قدم جزائري.

## روابط خارجية
- حكيم مدان على موقع قاعدة بيانات كرة القدم.إي يو (الإنجليزية)
- حكيم مدان على موقع ناشيونال فوتبول تيمز (الإنجليزية)
- حكيم مدان على موقع عالم كرة القدم.نت (الإنجليزية)